# Metoda iteracji
Metoda iteracji prostej – metoda obliczania miejsca zerowego {\displaystyle x^{*}} funkcji {\displaystyle f(x)} ciągłej w przedziale izolacji {\displaystyle [a,b],} czyli pierwiastka równania {\displaystyle f(x)=0.} Równanie to można zapisać inaczej
{\displaystyle x=\varphi (x),\quad {}} gdzie {\displaystyle {}\;\varphi (x)=x+\alpha f(x).}
Metoda polega na tworzeniu ciągu liczbowego {\displaystyle C=x_{0},x_{1},\dots x_{n}} zgodnie z regułą iteracyjną (rekurencyjną)
{\displaystyle x_{n+1}=\varphi (x_{n})\quad {}} dla {\displaystyle {}\;n=0,1,2,\dots }
Zbieżność procesu iteracyjnego do granicy {\displaystyle x^{*}\in [a,b]} zależy od właściwego wyboru wartości parametru {\displaystyle \alpha } oraz spełnienia warunków
{\displaystyle x_{0}\in [a,b],\quad f(a)\cdot f(b)<0\quad {}} oraz {\displaystyle {}\quad |\varphi ^{'}(x)|<1\quad {}} dla {\displaystyle {}\;x\in [a,b].}
Opisany proces iteracyjny może być uogólniony na przypadek układu równań o postaci
{\displaystyle f_{i}({\vec {x}})=0,\quad i=1,2,\dots n,\quad {\vec {x}}=(x_{1},x_{2},\dots x_{n}).}
Równania te można zapisać inaczej
{\displaystyle x_{i}=\varphi _{i}({\vec {x}}),\quad {}} gdzie {\displaystyle \varphi _{i}({\vec {x}})=x_{i}+\alpha _{i}f_{i}({\vec {x}}),\quad i=1,2,\dots n.}
Rekurencyjna formuła iteracyjna przybiera postać
{\displaystyle {\vec {x}}^{(m+1)}=\varphi ({\vec {x}}^{(m)}),\quad m=0,1,2,\dots }
Zbieżność procesu iteracyjnego zależy od właściwego wyboru wartości parametrów {\displaystyle \alpha _{i}} i spełnienia następujących warunków
{\displaystyle {\vec {x}}^{(0)}\in U^{n},\quad {\bigg |}{\frac {\partial \varphi _{i}({\vec {x}})}{\partial x_{i}}}{\bigg |}<1,\quad i=0,1,2,\dots ,n,\quad {\vec {x}}\in U^{n},}
gdzie przez {\displaystyle U^{n}\!\subset R^{n}} oznaczono dostatecznie mały obszar izolacji rozwiązania {\displaystyle {\vec {x}}^{*}} będącego granicą ciągu {\displaystyle {\vec {x}}^{(0)},{\vec {x}}^{(1)},{\vec {x}}^{(2)},\dots } Określenie tego obszaru nie jest łatwe, ale konieczne dla zapewnienia zbieżności iteracji do poszukiwanego rozwiązania. Wymaga to dostatecznie szczegółowej analizy wstępnej.